# Tallac Records
Tallac Records ist ein französisches Musiklabel, welches vom Rapper Booba gegründet wurde.

## Geschichte
Nachdem Booba im Jahr 2002 sein Debütalbum Temps mort, das Rang 2 der französischen Charts erreichte, veröffentlicht hatte, gründete er 2004 sein eigenes Label Tallac Records. Die erste Veröffentlichung war Boobas zweites Soloalbum Panthéon, welches 2004 erschien. Dieses stieg in Frankreich auf Platz 3 ein. Außerdem erreichte es Platz 25 in den Charts der Schweiz. Dann erschien Boobas erstes Mixtape Autopsie Vol. 1 im Jahr 2005. Am 13. Februar 2006 wurde dann das Album Ouest Side von Booba veröffentlicht, womit Booba erstmals Rang 1 der französischen Charts erreichte. Im Jahr 2007 erschien das Mixtape Autopsie Vol. 2, wo Booba erstmals Therapy als Produzenten dabei hatte.
Am 24. November 2008 erschien das Album 0.9 von Booba. Es gelangte auf Platz 6 der französischen Charts. Zudem visualisierte Chris Macari den Song Game Over. Das Mixtape Autopsie Vol. 3 von Booba erschien im Jahr 2009. Ein Jahr später folgte mit Lunatic Boobas fünftes Soloalbum, welches viele Gastauftritte US-amerikanischer Künstler beinhaltet. Diese sind Diddy, Akon, T-Pain und Ryan Leslie. Sieben der insgesamt 19 Titel des Albums wurden von Therapy produziert. Das Album Lunatic erreichte Platz 1 in Frankreich, Rang 9 in Belgien und Position 24 in der Schweiz. Chris Macari drehte sehr viele Videos für dieses Album. Am 14. November 2011 wurde dann das Mixtape Autopsie Vol. 4 veröffentlicht. Auf diesem hat Booba mit dem Song Criminelle League seine erste Zusammenarbeit mit dem Rapper Kaaris. Am 26. November 2012 veröffentlichte Booba das fast komplett von Therapy produzierte Album Futur. Es wurde am 25. November 2013 unter dem Titel Futur 2.0 wiederveröffentlicht und erreichte Platin-Status in Frankreich. Chris Macari verfilmte die Tracks Caramel, Tombé pour elle, Kalash, Maître Yoda, Jimmy, Pirates, Turfu, RTC, Parlons peu und Une vie.

## Künstler
Aktive Künstler
- Booba (CEO)
- Djé
- DJ Medi Med
- Gato Da Bato

Ehemalige Künstler
- Bram’s (†)
- Naadei
- Nessbeal
- Issaka
- Sir Doum’s
- Shay
- Damso

Umfeld
- Chris Macari (Videoproduzent)
- Patrick Scheiter (Musikproduzent)
- Thomas Keßler (Musikproduzent)